# Mladi evropski federalisti
Mladi evropski federalisti, (fr. Jeunes Européens fédéralistes, JEF) je politička omladinska organizacija aktivna u većini evropskih država sa oko 30.000 članova u 30 evropskih zemalja koja promoviše evropsku integraciju kroz jačanje i demokratizaciju Evropske unije. JEF je stalni član Evropskog foruma mladih (YFJ). Bivši članovi i aktivisti JEF-a su organizovani u NVO Prijatelji JEF-a (Friends of JEF).

## Istorijat
JEF je na evropskom nivou osnovan sedamdesetih godina XX veka.

## Ciljevi
Po Statutu, JEF je nestranačka evropska NVO. Mladi evropski federalisti zalažu se za ujedinjenu Evropu sa federalnom strukturom. U središtu političkog programa JEF-a je zahtev za federalnim ustavom Evrope čiji je osnovni element dvodomni Parlament sastavljen od neposredno izabranog Doma i Doma država. Na ovaj način, JEF insistira na principu subsidijarnosti kao obliku decentralizovane podele vlasti. Takođe ključan element je zahtev za jedinstvenom spoljnom i bezbednosnom politikom Evropske unije. JEF je posvećen sveobuhvatnoj reformi EU ka demokratiji, većem učešću građana, transparentnosti, efikasnosti i održivosti. Pored političkih ciljeva, organizacija promoviše svest o evropskoj pripadnosti među mladima i podstiče građanski aktivizam.

## Aktivnosti
JEF širi svoje ideje na sledeće načine:
Kampanjama kojima se lobira tokom dužeg vremenskog perioda za specifična federalistička pitanja.
Uličnim akcijama kojima se mobiliše cela mreža kako bi se podigla svest javnosti o gorućim evropskim pitanjima i problemima. (Pre svega godišnja akcija Free Belarus, koja se održava svake godine u brojnim evropskim gradovima, a i šire od 2006. godine)
Međunarodnim događajima kao što su seminari i obuke o širokom spektru tema u EU zemljama, kao i u zemljama van EU.
Putem višejezičkog, interaktivnog webzina "The New Federalist" gde mladi mogu da izraze svoje mišljenje u člancima o trenutnim događajima u Evropi.
Projektima koji se sprovode radi ostvarenja specifičnih ciljeva.
Saopštenjima za medije kojima se zastupaju ciljevi JEF-a.
Shodno tome, organizacija podstiče debate o evropskim pitanjima i politikama, pritom podstičući mobilnost mladih i razmene širom kontinenta sa željom da se svi evropski građani, a posebno mladi, uključe u proces evropskih integracija.

## Organizacija
JEF funkcionisanje zasnovano je na volonterskom angažovanju njegovih članova u visoko decentralizovanoj umreženoj strukturi. Odluke unutar organizacije se donose na osnovu demokratskih i federalističkih principa.
Upravno telo na evropskom nivou (JEF Europe) je krovna organizacija odgovorna za politička pitanja i organizacionu koordinaciju nacionalnih sekcija. JEF Europe je predstavljen od strane Izvršnog biroa (Executive Bureau), koji delegati nacionalnih sekcija biraju svake dve godine na Evropskom kongresu.
Evropski sekretarijat nalazi se u Briselu.

## JEF u Srbiji
Mladi evropski federalisti Srbija (JEF Srbija) je nacionalna sekcija koja je osnovana krajem 2003. godine u Beogradu čiji su glavni ciljevi integracija Republike Srbije u Evropsku uniju, promocija ideje evropskog federalizma, širenje tolerancije i razumevanja među narodima i promocija ljudskih prava, promocija omladinskog aktivizma, edukacije i međunarodne saradnje.

## Spoljašnje veze
- Mladi evropski federalisti
- Moja evropa
- Ujedinjena Evropa Архивирано на веб-сајту  (23. мај 2011)
- Prijatelji JEF-a Архивирано на веб-сајту  (8. октобар 2011) JEF alumni